# 大久保太三郎
大久保 太三郎（おおくぼ たさぶろう、1899年2月13日 - 1974年10月10日）は、日本の銀行家。

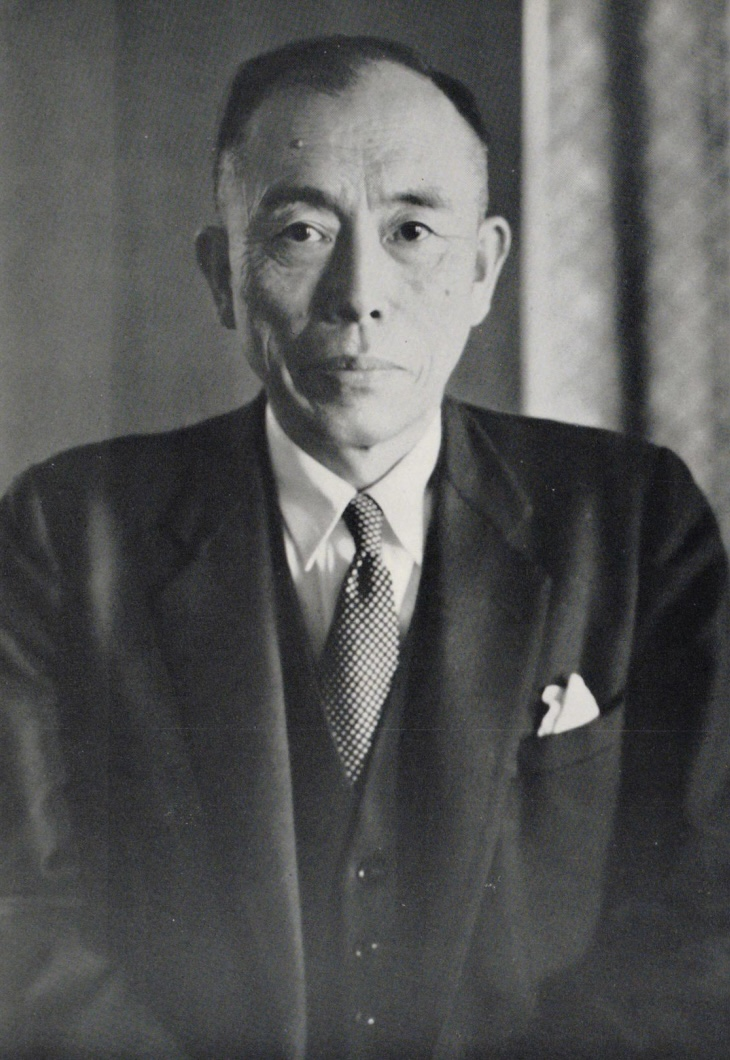
『房総紳士録』（1961年）掲載肖像

## 経歴
兵庫県出身。1923年に東京帝国大学経済学部経済学科を卒業し、同年に日本銀行に入行。1949年4月に理事を経て、1952年8月には監事に就任。
1958年5月から1963年4月までに千葉銀行頭取を務め、1961年に千葉商工会議所会頭に就任し、1963年5月には日本銀行政策委員会委員に就任。
1970年4月に勲三等旭日中綬章を受章。
1974年10月10日急性肺炎のために死去。75歳没。